# Frutilla
Frutilla är en ort i Mexiko.   Den ligger i kommunen Santa María Tonameca och delstaten Oaxaca, i den sydöstra delen av landet, 500 km sydost om huvudstaden Mexico City. Frutilla ligger 58 meter över havet och antalet invånare är 127.
Terrängen runt Frutilla är kuperad norrut, men söderut är den platt. Frutilla ligger nere i en dal. Runt Frutilla är det ganska glesbefolkat, med 48 invånare per kvadratkilometer. Närmaste större samhälle är San Pedro Pochutla, 10,5 km öster om Frutilla. I omgivningarna runt Frutilla växer huvudsakligen savannskog.